# Кінематограф Західної України (1896-1939)
Кінематограф Західної України — розвиток кіно в регіонах Західної України у період з 1896 по 1939 роки до їх анексії Радянською імперією у 1939 році.
До 1914 року Галичина, Буковина і Закарпаття були у складі Австро-Угорської імперії. У 1918 році ці українські етнічні землі увійшли до складу Західноукраїнської Народної республіки зі столицею у Львові. З 1919 по 1939 рік Львів перебував у складі Другої Речі Посполитої. Саме Львів став центром поступового розвитку кіноіндустрії Західної України.

## Перші кінотеатри Західної України
Перші кінопокази у Львові відбулися 13 вересня 1896 року, коли розпочались регулярні кіносеанси французьких фільмів у Пасажі Гаусмана (проїзд Крива Липа), що тривали декілька днів.
Регулярно функціювати кінотеатри почали у місті з 1901 року — початку роботи місцевого представництва віденської студії «Уранія». З 1906 року в місті з'являються стаціонарні кінотеатри. Зокрема колишній працівник «Уранії» Герман Опат заснував кінотеатри «Сінефон», «Ванду», «Ілюзіон». В 1915 році Людвіг Кухар відкрив найбільший кінотеатр міста «Лев». У 1920-х роках у місті працювало 15 кінотеатрів.

## Перші фільми львівських кіностудій
У місті не було жодної потужної кіностудії, проте існувало кілька дрібних підприємств з виготовлення і прокату кінофільмів.
У 1912 році фотограф Марен Мюнц створив студію «Кінофільм». Її першим фільмом стала хронікальна стрічка «Велика пожежа на нафтярні у Дрогобичі». Фірма також зняла фільми «Свято божого тіла у Львові», «Холмське віче у Львові», «Політ пана Спіціо», «Урочистості з нагоди ювілею 15 Полку піхоти у Львові». Також студія випустила два ігрових фільми Зігмунта Веселовського «Помста за брехню» (1912) та «Любовні пригоди панів З. і Й., знаних у Д.» (1912).
На студії «Муза» Веселовський у 1913 році планував зняти фільм «Мазепа», однак проєкту не судилося відбутися. Замість цього Веселовські зняв для студії у Кракові фільм «Найкращий грабіжник» (1913).
Студія «Леополія» А. і Л. Крогульських співпрацювала з берлінським режисером Орландом та поставила невдалий фільм «Костюшко під Раславіцамі» (1914).
Студія «Полонія» Е. Лорембського намагалася поставити у Львові фільм «Квітникарка», однак не встигла його завершити через початок Першої світової війни.

## Кіно міжвоєнного Львова: кіноклуби та кіногуртки
Головними осередками формування кінокультури у міжвоєнному польському Львові стали інтернаціональні аматорські кіногуртки, зокрема кіноклуб «Авангард» та фотомайстерня «Оріон», група працівників сучасної культури «Група Кавина», мистецька група «Артес»

### «Оріон»
Учасники «Оріону» Ярослав і Вітольд Слоневські та Станіслав Скода в 1931 році спробували створити нову кіностудію «Оріон-фільм». У 1932 році студент Львівської політехніки Ян Ярош створив в студії анімаційний фільм «Пригоди Пука», а Станіслав Скода звуковий фільм «За кулісами Х музи». Найбільш відомою роботою Скоди та його студії став фільм «Старий фільм» (1932). У 1934 році на базі «Оріону» було проведені експерименти з передачі телесигналу.

### «Авангард»
У кіноклубі «Авангард», який діяв з 1932 року, показували найкращі світові фільми свого часу, а також влаштовували їх обговорення. На базі кіноклубу захоплені кубізмом та сюрреалізмом художники групи «Артес» обговорювали можливість створення авангардних фільмів. Зокрема художник Роман Турин розробляв три репортажні фільми «не відтворювального типу». Деякі інші учасники кіноклубу також розробляють свої аматорські фільми, зокрема Вацлав Радульські.

### Львівський кіноклуб
У 1936 році і «Авангард», і «Оріон» припиняють свою роботу. У 1937 році Вітольд Ромер відкриває кіно клуб-секцію львівського фотографічного товариства. Цей кіноклуб проіснує аж до початку війни. Сам Ромер зніме фільм «Львів, місто європейського вододілу» (1938).

### «Соня-фільм»
Не лише польські, а й українські режисери пробували займатися кіно у Львові. Соня Куликівна ще у 1923 році створила фірму «Соня-фільм» для прокату у Галичині фільмів ВУФКУ, «Гомон» (Франція), «Фебусфільм» (Німеччина) та фірми Василя Авраменка (США)
З 1930 по 1936 рік вона також видавала освітній журнал «Кіно». «Соня-фільм» також діяла як кіностудія, де зняли фільми «Свято рідної школи» (1929), «Гуцульщина», «З кіноапаратом по Львові». Останній було закуплено для показу в країни Європи.
Юліан Дорош спочатку співпрацює з «Соня-фільм» та знімає репортажі з пластового табору, фільми «Зелені свята» та «Раковець» (1931). Пізніше на студії «Фото-фільм» він створює фільм «До добра і краси» за участю оперного співака Івана Поліщука, а також починає роботу над фільмом «Крилос», однак перешкоджає війна.
Серед інших львівських фільмів 1930-х років можна відзначити «Rach-ciach-ciach» (1933) Вацлава Радульського, а також його фільми разом з Ярославом Слоневським «Генеральна репетиція» та «Глухі дороги» (1932), краєзнавчий фільм Адама Ленкєвіча «Подорож у долину річки Свіча» (1935), документальну стрічку Германа Брейта «По коляді» (1935), документальну стрічку Романа Турина «Над Прутом у лузі» (1941) тощо..
Кінематографічне і культурне життя було зупинено приходом війни восени 1939 року. Жоден з фільмів львівських митців цього періоду не зберігся.